# گروه اعزامی ترا نووا

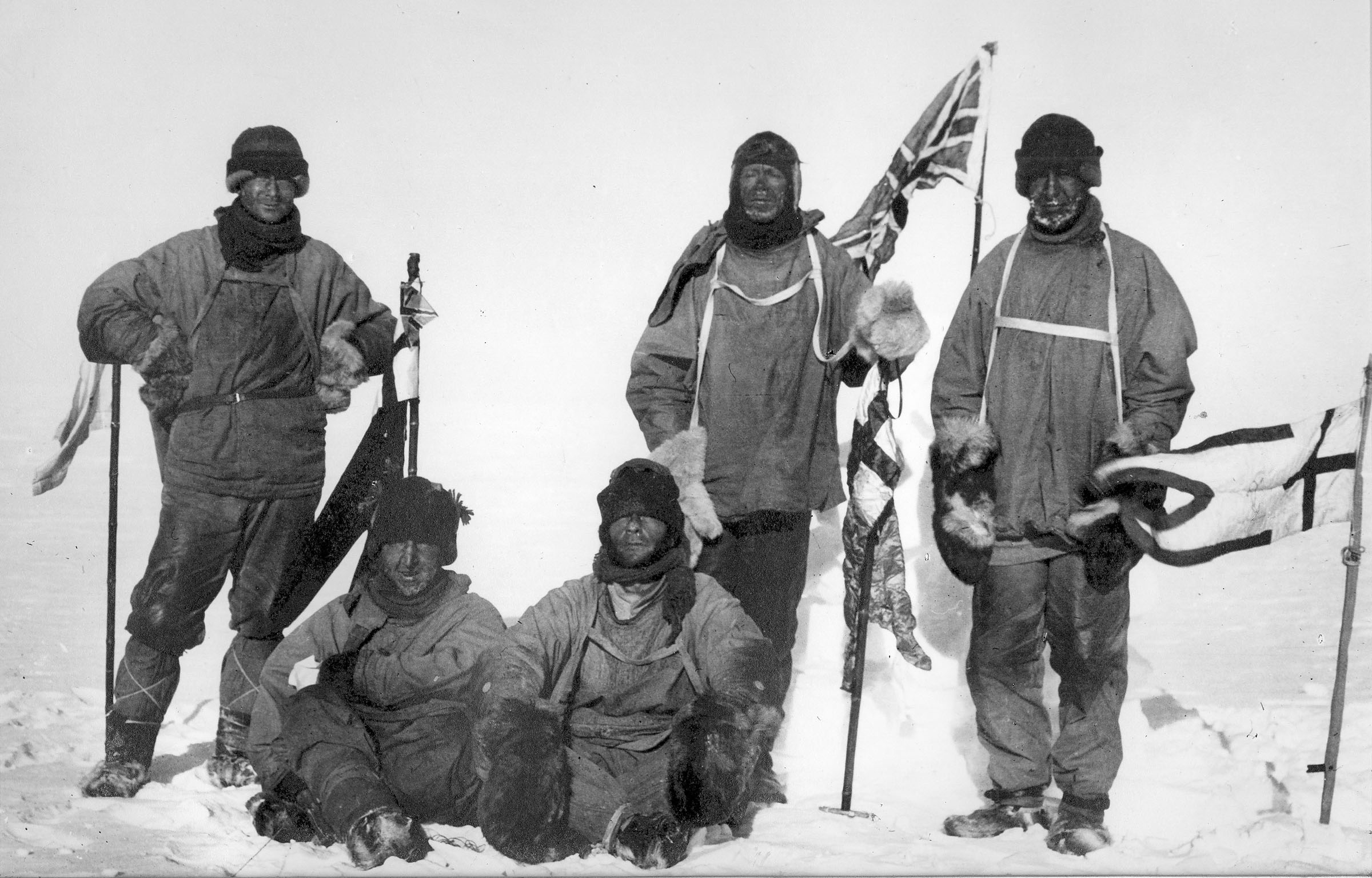
هیئت اعزامی اسکات در قطب جنوب به تاریخ ۱۸ ژانویه ۱۹۱۲، از چپ به راست (ایستاده)؛ ویلسون، اسکات، اوتس؛ (نشسته) باورز، ادگار اونز

گروه اعزامی ترا نووا (انگلیسی: Terra Nova Expedition) عنوان رسمی منتسب به یک گروه و هیئت اعزامی از بریتانیا به منطقهٔ قطب جنوب بود که بین سال‌های ۱۹۱۰ تا ۱۹۱۳ در جهت اهداف مختلفی از جمله علمی و جغرافیایی توسط رابرت فالکون اسکات رهبری گردید. اسکات علاقه داشت تا کارهای علمیِ مربوط به اکتشافات هیئت اعزامی به جنوبگان در سال‌های ۱۹۰۱ تا ۱۹۰۴ را که آغاز کرده بود ادامه دهد. وی در عین حال تلاش داشت تا اولین نفری باشد که موفق به فتح قطب جغرافیایی جنوب می‌گردد. او به همراه ۴ نفر از اعضای گروهش در تاریخ ۱۷ ژانویهٔ سال ۱۹۱۲ میلادی به نقطهٔ قطب جنوب رسید و در آن‌جا متوجه شد که گروه مکتشف نروژی به رهبری روئال آمونسن، ۳۴ روز قبل از وی، آن‌جا را فتح نموده است. تمامی نفرات گروه اسکات در سفر بازگشت، جان خود را از دست دادند. باقی‌ماندهٔ جسد برخی از آن‌ها، مجلات و تصاویر، هشت ماه بعد توسط یک تیم جستجو کشف گردید.
ترا نووا، واژه‌ای که برای این گروه انتخاب گردید؛ در حقیقت نام همان کشتی بود که گروه مکتشف، سفرش را با آن آغاز نمود. این کشتی و هزینه‌های گروه مکتشف با کمک یک سرمایه‌گذار خصوصی تأمین مالی شده بود که در ادامه، کمک‌های عمومی و پشتیبانی مالی دولت نیز بر آن افزوده شد. با این همه، پشتیبانی عمده از طرف دفتر امور دریایی و دریاداری صورت گرفت که زبده‌ترین ملوانان را برای این مهم برگزید و انجمن سلطنتی جغرافیا نیز در این امر مشارکت داشت. این گروه اعزامیِ محقق، تجهیزات بسیار جامع علمی را با خود حمل می‌کرد. در حالی که سفر اکتشافی گروه‌های دیگر در جهت بررسی سرزمین ویکتوریا و کوهستان سراسری جنوبگان و همین‌طور تلاش برای ورود به منطقه و کشف سرزمین شاه ادوارد هفتم ناموفق و مُنتج به شکست گردیده بود؛ سفر به کیپ کروزیر در ماه ژوئن سال ۱۹۱۱، نخستین سفر طولانی در اعماق یخبندان زمستانِ قطب جنوب به‌شمار می‌رفت.
وضعیت پیش آمده برای اسکات و گروه همراه وی حتی با گذشت سال‌های بسیار از مرگ آن‌ها باعث گردید که به عنوان قهرمانان بی‌همتا از آن‌ها یاد شود و پرسش‌های چندی را دربارهٔ دلایل بروز این فاجعه که برای گروه مکتشف پیش آمد مطرح نماید. در سه ماههٔ پایانی سده بیستم میلادی؛ مسافرتِ این گروه مکتشفِ ناکام، از نزدیک، تحت بررسی دقیق قرار گرفت و دیدگاه‌های انتقادی بیشتری دربارهٔ سازماندهی و مدیریت آن ابراز گردید. در سال‌های اخیر، میزان اشتباه و قصور اسکات به عنوان رهبر گروه و همین‌طور سایر افراد حاضر به درستی روشن نشده‌است.

## نگارخانه

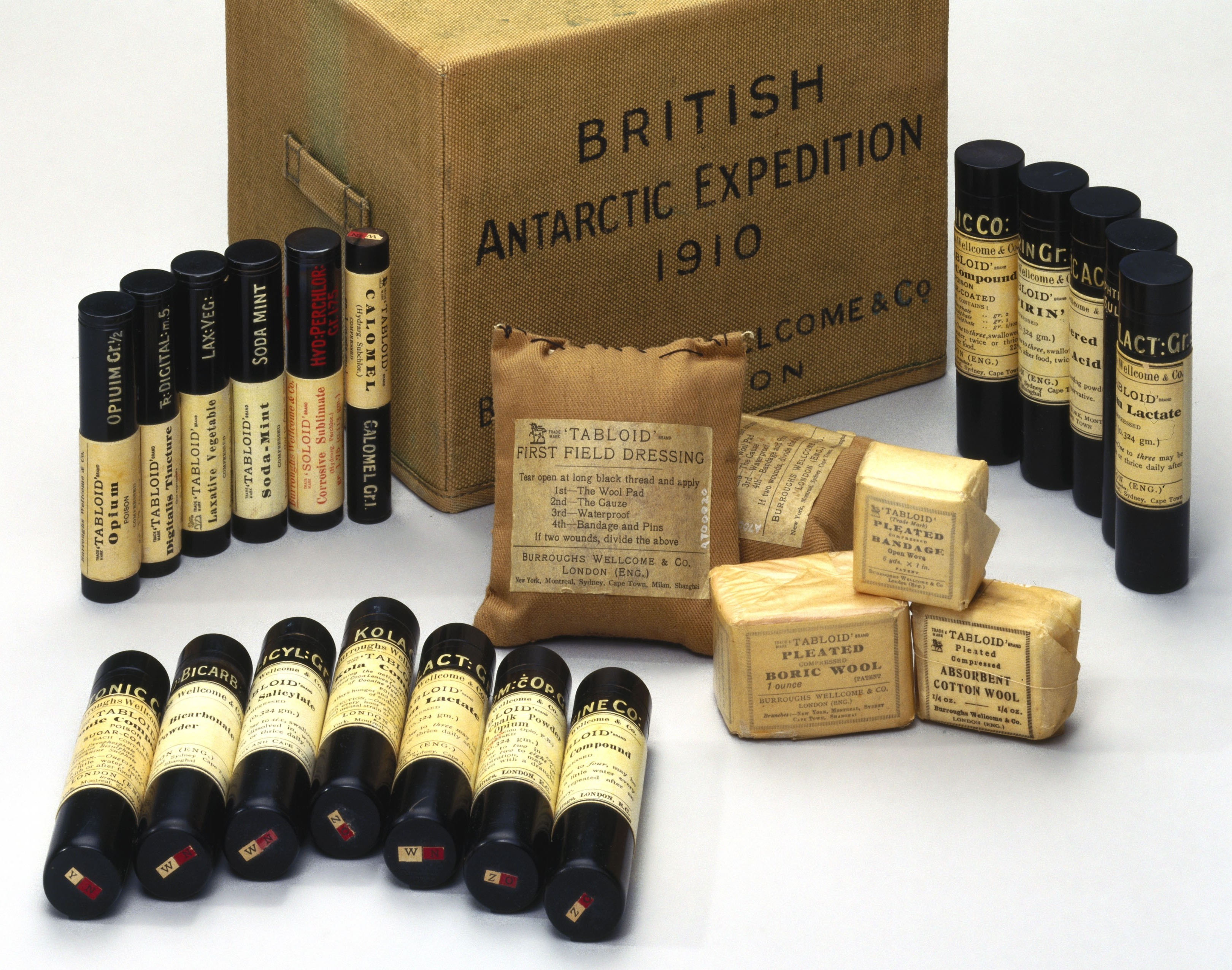
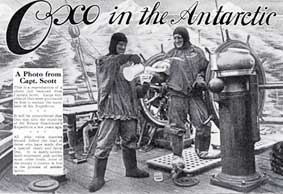
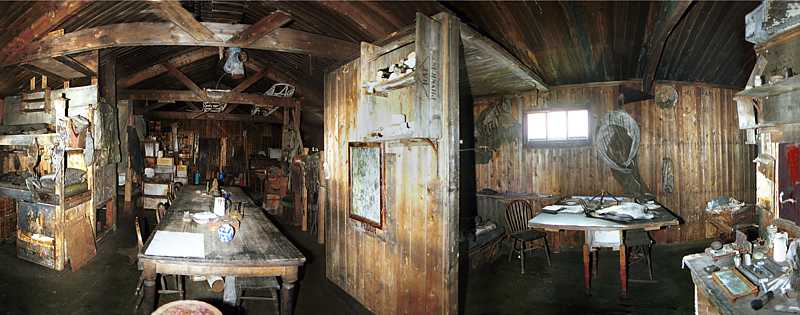
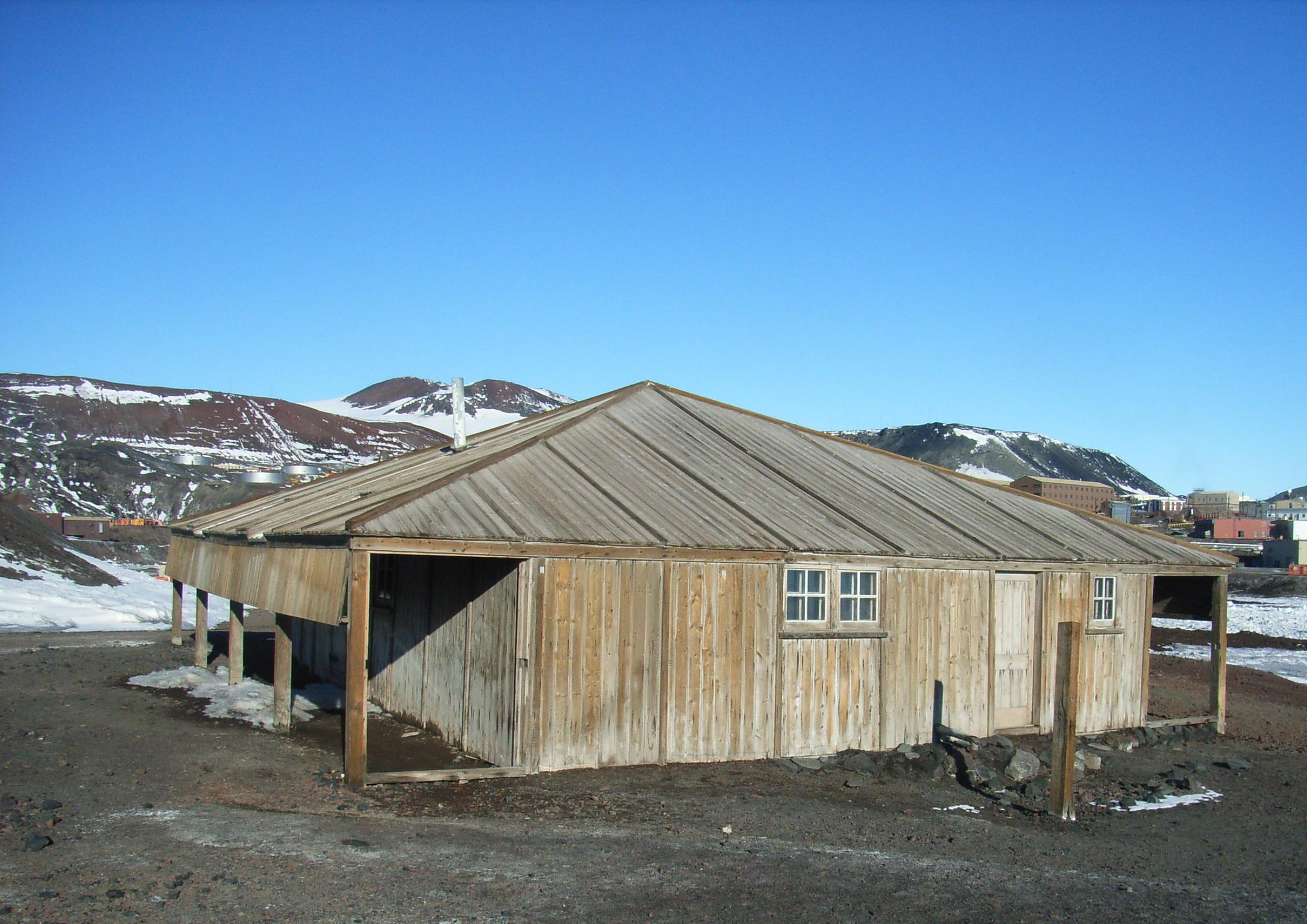
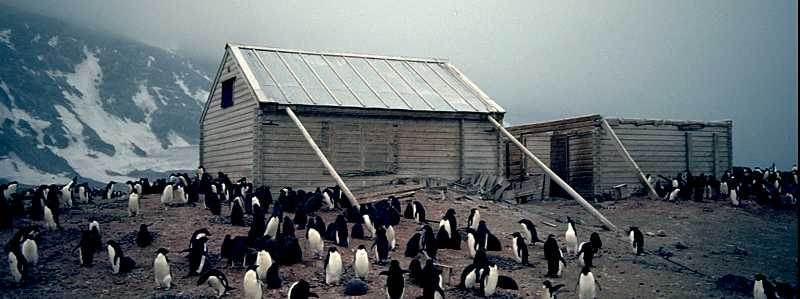
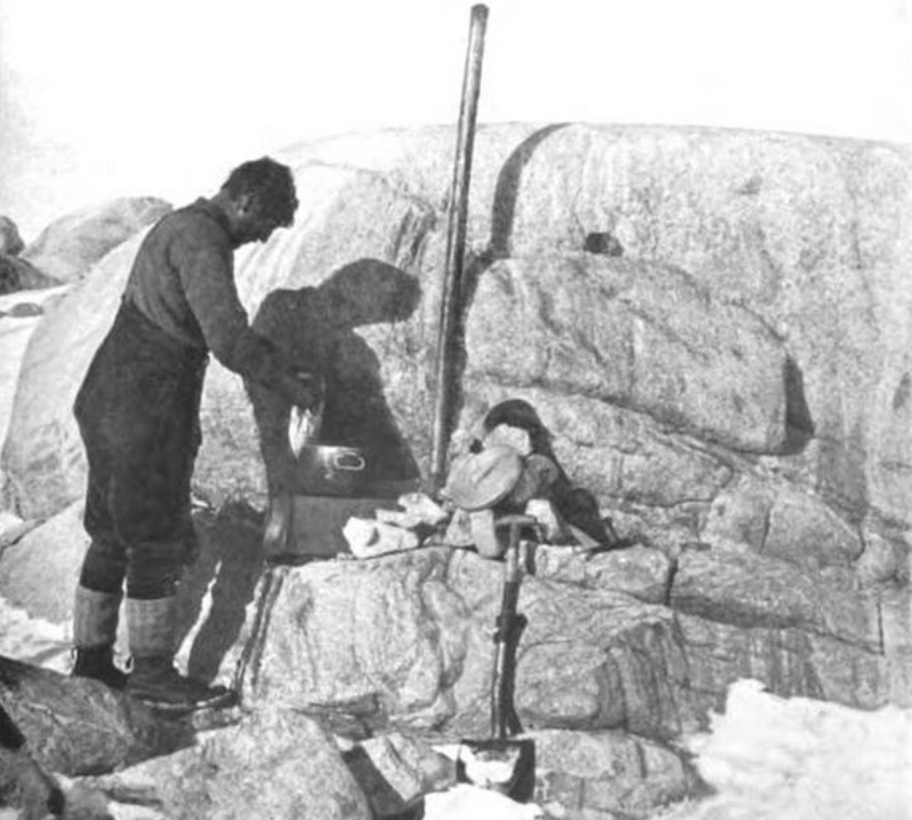
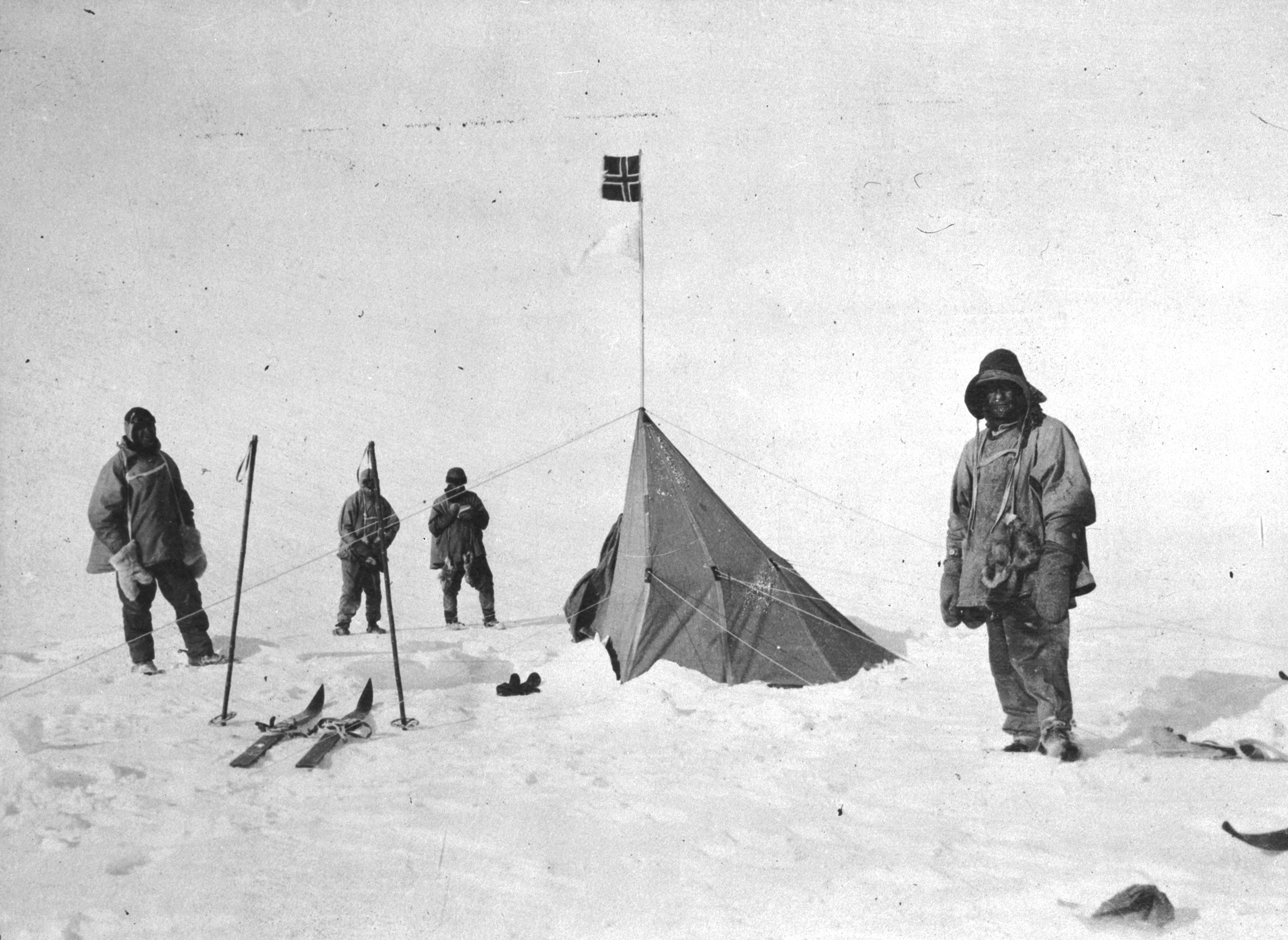
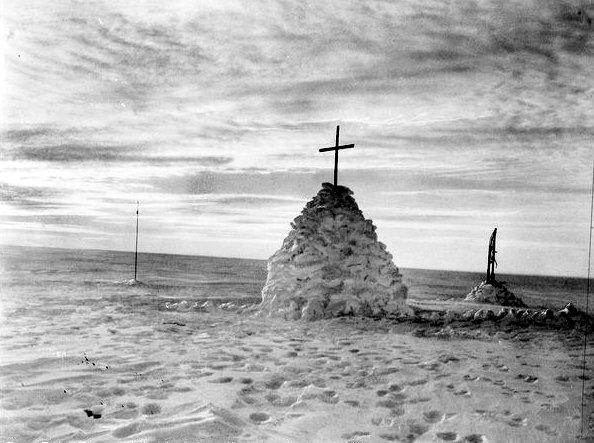
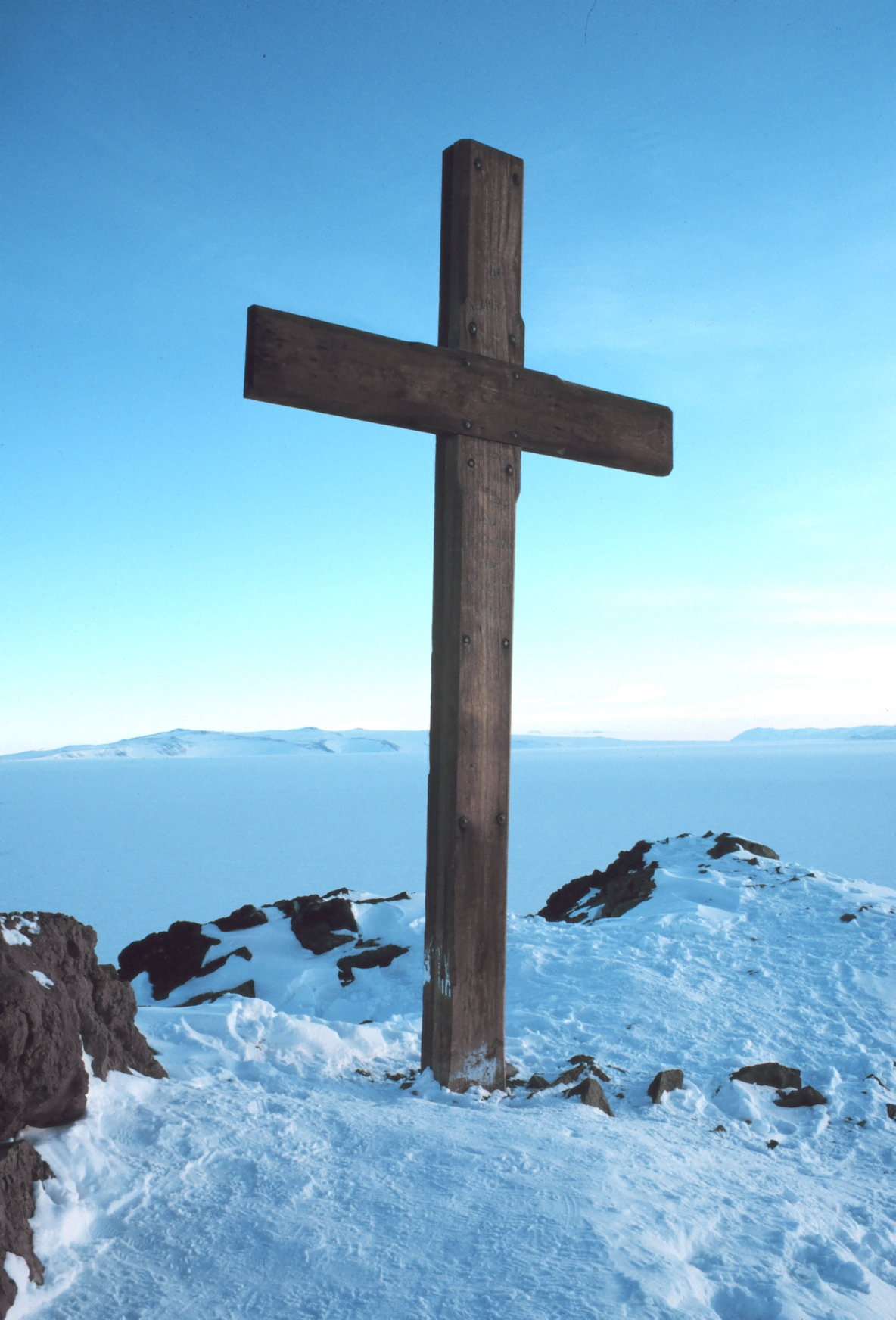